# Kovdorskite
La kovdorskite è un minerale.